# 裴之横
裴之横（はい しこう、515年 - 555年）は、南朝梁の軍人。字は如岳。本貫は河東郡聞喜県。

## 経歴
梁の中散大夫の裴髦（裴邃の兄）の十三男として生まれた。若くして賓客遊士を好み、俠気を重んじ、産業にたずさわらなかった。兄の裴之高はかれの放縦ぶりに激怒して、野菜ばかりを食べさせた。之横はこれを嘆いて「大丈夫が富貴となれば、必ずや百幅の着物を作ろう」と言った。家来数百人とともに芍陂で大規模な田畑を経営し、産物を大量に積み上げるようになった。皇太子蕭綱がかれのことを聞いて召し出すと、之横は河東王常侍・直殿主帥となり、直閤将軍に転じた。
太清2年（548年）、侯景の乱が起こると、之横は貞威将軍となり、鄱陽王蕭範の下で侯景を討つこととなった。侯景が長江を渡ると、之横は蕭範の長男の蕭嗣とともに建康救援に向かった。淮水を渡って、東城に拠った。太清3年（549年）、台城が陥落すると、之横は合肥に引き返した。大宝元年（550年）、蕭範とともに西上して湓城に赴いた。侯景が任約を派遣して晋熙郡に迫ったため、蕭範は之横を救援に派遣したが、到着しないうちに蕭範が死去したため、之横は引き返した。
ときに尋陽王蕭大心が江州にいたため、蕭範の副官の梅思立がひそかに蕭大心を迎えて湓城を引き継がせようとした。しかし之横が梅思立を斬って蕭大心を阻んだため、蕭大心は江州をもって侯景に降伏した。之横は軍を率いて兄の裴之高とともに湘東王蕭繹に帰順した。蕭繹の承制のもと、之横は散騎常侍・廷尉卿に任じられ、河東郡内史として出向した。大宝2年（551年）、王僧弁に従って侯景を巴陵に阻み、侯景が撤退すると、之横は持節・平北将軍・東徐州刺史に転じ、中護軍となり、豫寧侯に封じられた。さらに王僧弁の下で侯景を追撃し、郢州・魯州・江州・晋州などを平定するのに、つねに先陣に立った。大宝3年（552年）、石頭城に達して、侯景を撃破した。侯景が東に逃亡すると、王僧弁は之横と杜崱に台城に入らせて守備させた。10月、陸納が湘州に拠って反乱を起こした。承聖2年（553年）1月、之横は王僧弁の下で反乱軍を攻撃し、陸納の部将の李賢明を斬った。武陵王蕭紀を硤口で撃破した。江陵に召還されて呉興郡太守に任じられた。そこで百幅の着物を作って、初志を成し遂げた。
承聖3年12月辛未（555年1月27日）、西魏軍が江陵を陥落させ、元帝が敗死した。同年（承聖4年）2月、王僧弁と陳霸先が晋安王蕭方智を建康に迎えた。3月、北斉の上党王高渙が貞陽侯蕭淵明を連れて東関を攻撃した。蕭方智の承制により、之横は使持節・鎮北将軍・徐州刺史に任じられ、軍を都督して蘄城を守ったが、営塁を巡らさないうちに北斉の大軍がやってきて、之横は陣没した。享年は41。侍中・司空公の位を追贈された。諡は忠壮といった。
子の裴鳳宝が後を嗣いだ。

## 伝記資料
- 『梁書』巻28 列伝第22
- 『南史』巻58 列伝第48